# دیوانه/زیبا
دیوانه/زیبا (به انگلیسی: Crazy/Beautiful) فیلمی محصول سال ۲۰۰۱ و به کارگردانی جان استاکول است. در این فیلم بازیگرانی همچون کیرستن دانست، جی هرناندس، بروس دیویسن، لوسیندا جنی، تارین منینگ، کوری هاردریکت ایفای نقش کرده‌اند.